# 雙鬚缺鰭鯰
雙鬚缺鰭鯰是輻鰭魚綱鯰形目鯰科的其中一種，有時也可被稱為玻璃貓，但由於體型上明顯大於同樣都能稱為玻璃貓的小缺鰭鯰（Kryptopterus minor）和玻璃缺鰭鯰（Kryptopterus vitreolus），此兩種都不會超過10公分的大小，但雙鬚缺鰭鯰最大體長可達15公分。

## 分布
本魚分布於亞洲湄公河、湄南河流域、馬來半島、婆羅洲、蘇門答臘、爪哇的溪流中。

## 特徵
本魚體全身幾乎透明，有淺藍色光澤。背脊骨和內臟器官清晰可見。深紅紫色的肩斑也出現在鰓蓋後面。背鰭尚未發育完全，而臀鰭極長，終止於深叉狀尾鰭根部，腹鰭小。體長可達15公分。

## 生態
棲息在混濁的河水中或稻田裡，性情溫和，喜群游，夜行性，雜食性（偏愛肉食性），以蠕蟲、昆蟲、甲殼動物等為食。

## 經濟利用
可食用，為高經濟價值的觀賞魚。